# Neuroxena funereus
Neuroxena funereus är en fjärilsart som beskrevs av Rothschild 1933. Neuroxena funereus ingår i släktet Neuroxena och familjen björnspinnare. Inga underarter finns listade i Catalogue of Life.